# Siler City (Carolina del Norte)
Siler City es un pueblo ubicado en el condado de Chatham en el estado estadounidense de Carolina del Norte. Es sede del condado de Chatham. La localidad en el año 2000, tenía una población de 6.966 habitantes en una superficie de 12.7 km², con una densidad poblacional de 547.7 personas por km².

## Geografía
Según la Oficina del Censo, la localidad tiene un área total de 12,7 km² (4,9 mi²), de la cual 12,7 km² (4,9 mi²) es tierra y 0 km² (0 mi²) (0.0%) es agua.

### Localidades adyacentes
El siguiente diagrama muestra a las localidades en un radio de 24 kilómetros (14,9 mi) de Siler City.

## Demografía
En el 2000 la renta per cápita promedia del hogar era de $33.651, y el ingreso promedio para una familia era de $36.034. El ingreso per cápita para la localidad era de $13.947. En 2000 los hombres tenían un ingreso per cápita de $21.010 contra $18.570 para las mujeres. Alrededor del 14.70% de la población estaba bajo el umbral de pobreza nacional.